# Kurt von Tippelskirch
Kurt Oskar Heinrich Ludwig Wilhelm von Tippelskirch (9 octobre 1891 à Charlottenbourg – 10 mai 1957 à Lunebourg) est un militaire allemand. Il est General der Infanterie dans la Heer dans la Wehrmacht pendant la Seconde Guerre mondiale.
Il est récipiendaire de la croix de chevalier de la croix de fer avec feuilles de chêne, attribuée pour récompenser une action de bravoure extrême sur le champ de bataille ou un commandement accompli avec un succès militaire significatif.

## Biographie

### Vie personnelle
Kurt von Tippelskirch (de) est né le 9 octobre 1891 à Berlin (Charlottenburg). Le nom de sa femme est Elly (née Gallencamp) von Tippelskirch.
Son fils, Adolf-Hilmar von Tippelskirch, reçut la croix de chevalier de la croix de fer le 29 septembre 1941 en tant que Oberstleutnant (lieutenant-colonel), tout en servant comme commandant du 3e régiment de la 1re batterie d'artillerie sur le secteur nord du Front de l'Est. En tant que Major dans l'état-major général, il fut tué au combat près de Moguilev en Union soviétique le 28 juin 1944.
Son beau-frère, le General der Artillerie (général d'artillerie) Curt Gallenkamp (17 février 1890 - 13 avril 1958) reçut la croix de chevalier de la croix de fer le 19 novembre 1941. Il reçut la croix de chevalier alors qu'il commandait la 78. Infanterie-Division sur le Front de l'Est.

### Carrière militaire
- Après l'École principale prussienne des cadets à Groß-Lichterfelde, Tippelskirch s'engage le 24 juin 1909 dans l'armée prussienne en tant qu'enseigne. Il fait ses classes à l'école de guerre de Dantzig et est muté le 3 mars 1910 au 3e régiment de grenadiers de la Garde.
- Le Leutnant von Tippelskirch est capturé par les Français durant la bataille de la Marne en septembre 1914.
- Après avoir été libéré de la captivité en 1920, Kurt von Tippelskirch devient un chef de la 4e compagnie du 9e régiment d'infanterie.
- Entre 1924 et 1933, von Tippelskirch occupe plusieurs postes, commandant du 37e régiment d'infanterie (1934) et, plus tard, il est transféré au ministère de la Défense (1936).
- Entre 1938 et 1941, Kurt von Tippelskirch est nommé major du renseignement de l'état-major général de l'armée de terre et travaille sur l'analyse des données de renseignement relié à des campagnes allemandes de guerre et sur l'opération Barbarossa.
- Du 5 janvier au 5 juin 1942, le Generalleutnant von Tippelskirch commande la 30e Division d'infanterie appartenant à la 16e Armée du Generaloberst Ernst Busch (Groupe d'armées Nord).
- Du 27 août 1942 au 1er février 1943, le General der Infanterie Kurt von Tippelskirch sert dans la 8e Armée italienne sur le Front de l'Est.
- Du 18 février 1944 au 4 juin 1944, von Tipelskirch est le général commandant du XIIe Corps d'Armée sur le front de l'Est. En juin et juillet 1944, il assume le commandement temporaire de la 4e armée.
- Le 18 juillet 1944, Von Tippelskirch est blessé dans un accident d'avion[1]. Du 31 octobre 1944 au 22 février 1945, von Tippelskirch est affecté sur le Front de l'Ouest, d'abord en tant que commandant de la 1re armée allemande en Lorraine, puis comme commandant de la 14e armée allemande en Italie.
- Le 26 décembre 1944, von Tippelskrich lance l'opération Winter Thunderstorm (Opération Orage d'hiver), qui a tenu les forces alliées jusqu'en 1945[2].
- Du 27 avril 1945 au 2 mai 1945, von Tippelskirch est le commandant de la 21e armée allemande pendant le retrait du Front de l'Est. Son armée combat dans le Brandebourg et le Mecklembourg.
- Du 29 avril 1945 au 1er mai 1945, von Tippelskirch est le commandant de Groupe d'armées Vistule (Heeresgruppe Weichsel), agissant pour Kurt Student. von Tippelskirch est décoré pour son commandement particulièrement efficace dans l'armée allemande.
- Le 2 mai 1945, von Tippelskirch se rend aux forces alliées américaines.

### Après-guerre
Kurt von Tippelskirch est livré à l'armée des États-Unis le 2 mai 1945. Il s'est rendu dans le voisinage de Lübeck-Schwerin-Wismar en Allemagne.
Après la guerre, il écrit plusieurs livres sur l'histoire militaire (comme l'histoire de la Deuxième Guerre mondiale, 1951).
Kurt von Tippelskirch meurt le 10 mai 1957 à Lunebourg (Basse-Saxe). Il est enterré au cimetière central de Lunebourg.

## Promotions
- Fähnrich:  3 mars 1910
- Leutnant:  20 mars 1911
- Major:  1er avril 1928
- Oberstleutnant:  1er février 1933
- Oberst:  1er mars 1935
- Generalmajor:  1er avril 1938
- Generalleutnant:  1er juin 1940
- General der Infanterie:  27 août 1942

## Décorations
- Croix de fer (1914)
  - 2e classe (18 novembre 1914)
  - 1re classe (20 décembre 1919)
- Insigne des blessés (1914)
  - en Noir
- Croix d'honneur
- Médaille de l'Anschluss
- Médaille des Sudètes avec agrafe du château de Prague
- Croix de fer (1939)
  - 2e classe (30 septembre 1939)
  - 1re classe (31 mai 1940)
- Médaille du front de l'Est
- Croix de chevalier de la croix de fer avec feuilles de chêne
  - Croix de chevalier le 23 novembre 1941 en tant que Generalleutnant et commandant de la 30. Infanterie-Division
  - 539e feuilles de chêne le 30 juillet 1944 en tant que General der Infanterie et commandant en chef de la 4. Armee
- Mentionné dans le bulletin radiophonique Wehrmachtbericht (3 avril 1944)